# Alligator II: The Mutation
Alligator II: The Mutation (em português: Alligator 2 - The Mutation) é um filme produzido nos Estados Unidos em 1991 escrito por Curt Allen e dirigido por Jon Hess. Sequência do filme Alligator, de 1980.

## Sinopse
Numa pequena vila do interior dos Estados Unidos, uma indústria química vem jogando regularmente produtos químicos no esgoto da cidade. Isso, acaba provocando uma mutação genética num jacaré que vivia num lago próximo, fazendo que ele aumentasse de tamanho. O jacaré começa a matar os habitantes da cidade.

## Elenco
- Joseph Bologna...David Hodges
- Dee Wallace...Christine Hodges (como Dee Wallace-Stone)
- Richard Lynch...Hawk Hawkins